# سرب الدخان

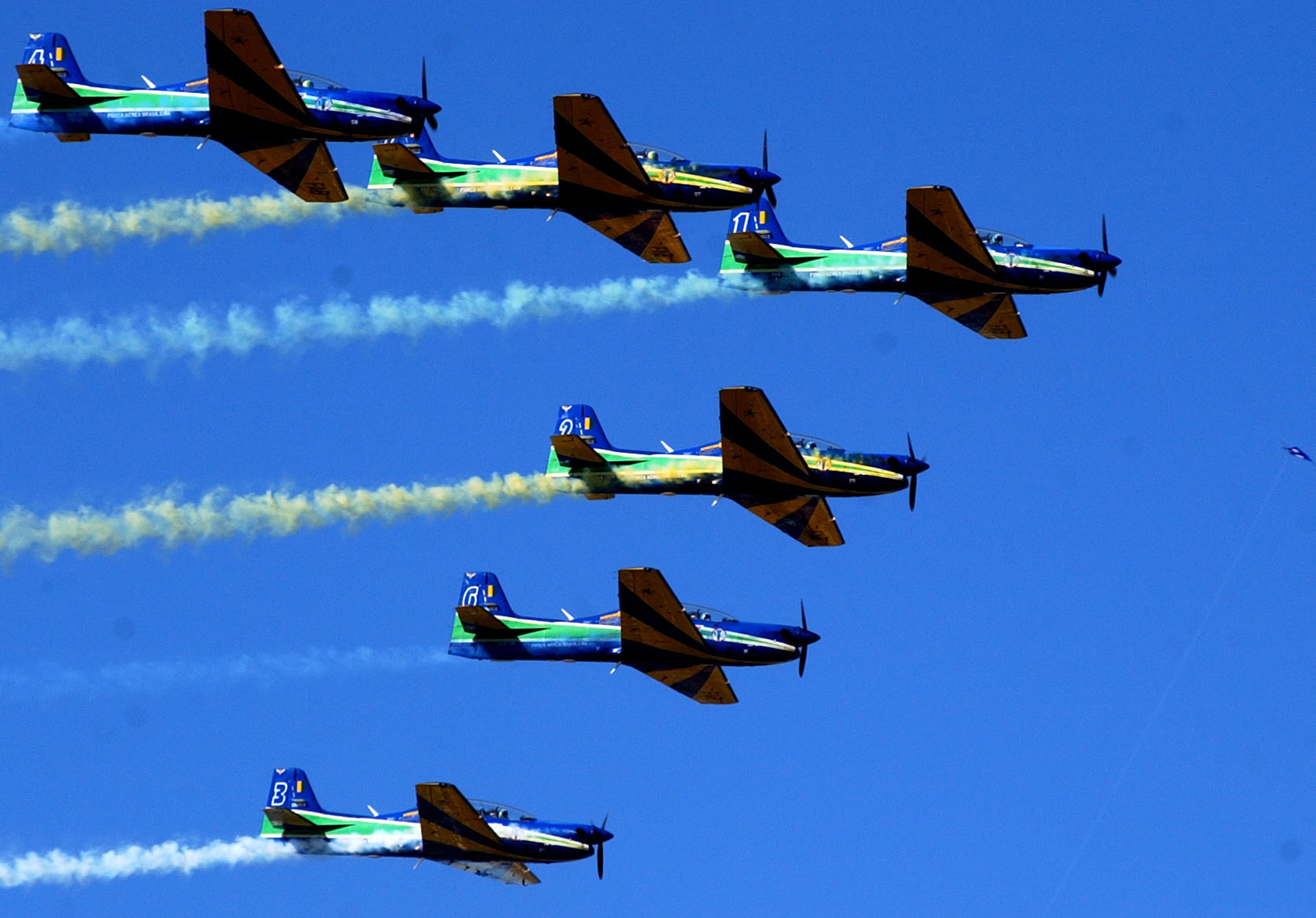
فريق سرب الدخان

فريق سرب الدخان، (بالبرتغالية: Esquadrão de Demonstração Aérea‏)، المعروف باسم (بالإيطالية: Smoke Squadron)‏. هو سرب استعراض جوي. والمظلات الجوية للقوات الجوية البرازيلية.

## العرض الأول
عرضه الأول كان في 14 مايو 1952م على شاطئ كوباكابانا، وذلك باستخدام أمريكا الشمالية نورث أمريكان تي-6 تيكسان من تشكيله حتى عام 1968، عندما تحول إلى الطائرة الفرنسية والفضاء الجوي CM.170-2 سوبر ماجستر، والتي تسمى تي-24 في خدمة القوات الجوية البرازيلية. ومع ذلك، فقد ثبت أن هذا النموذج غير مناسب للظروف البرازيلية، وفي عام 1972م، عادت فرقة السرب إلى تي-6، التي كانت تستخدم حتى عام 1977م.

## معرض صور

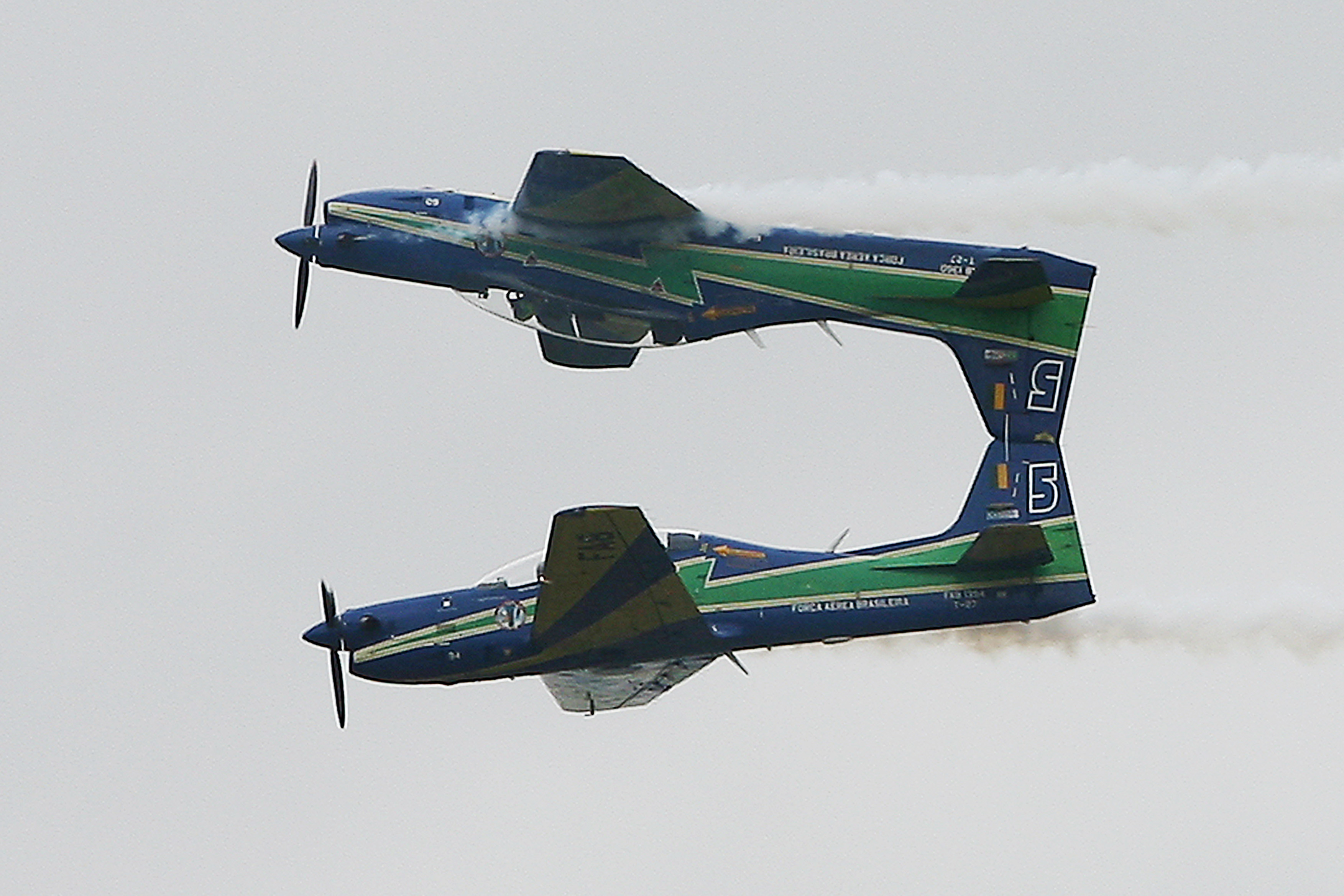
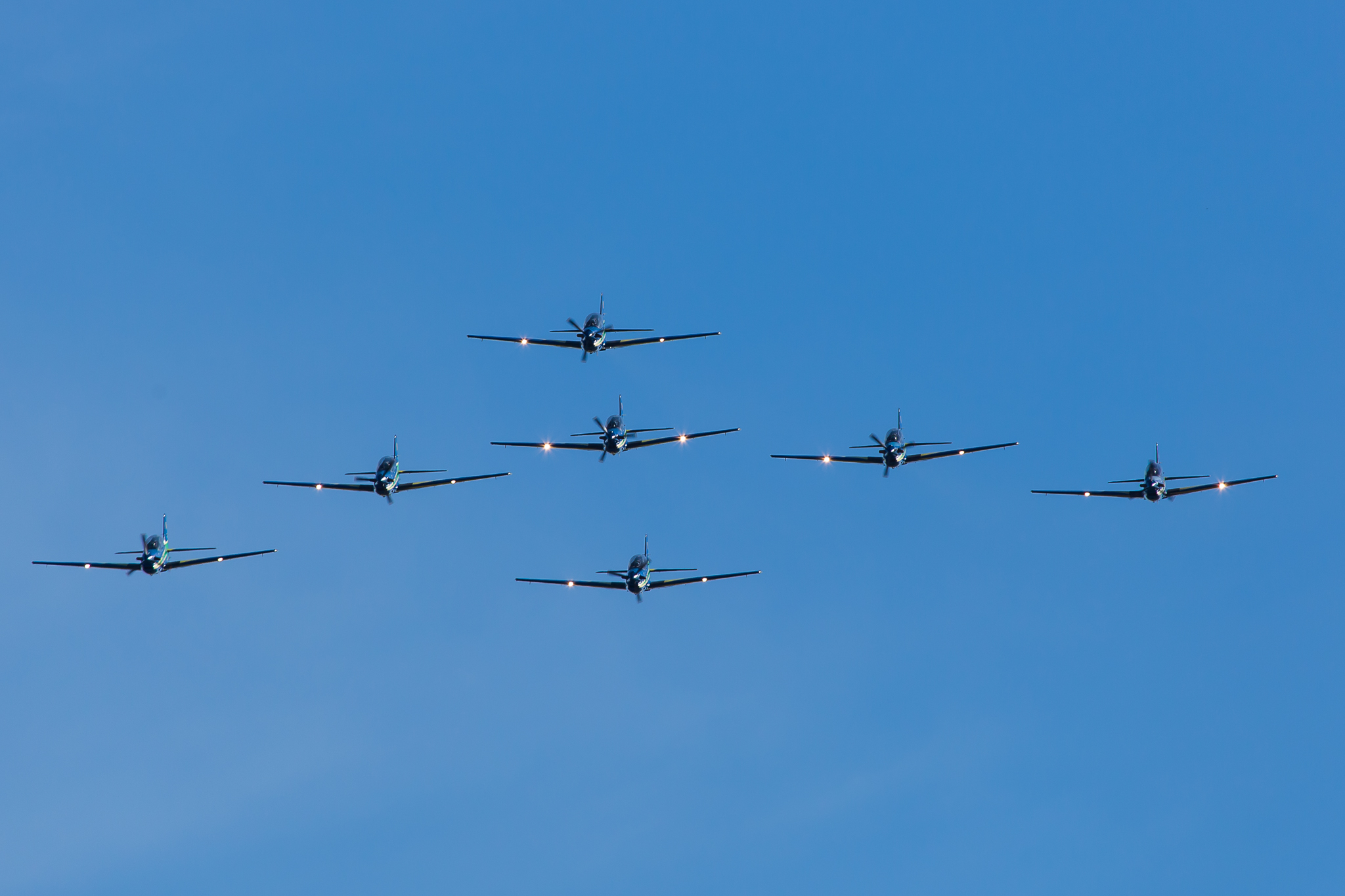
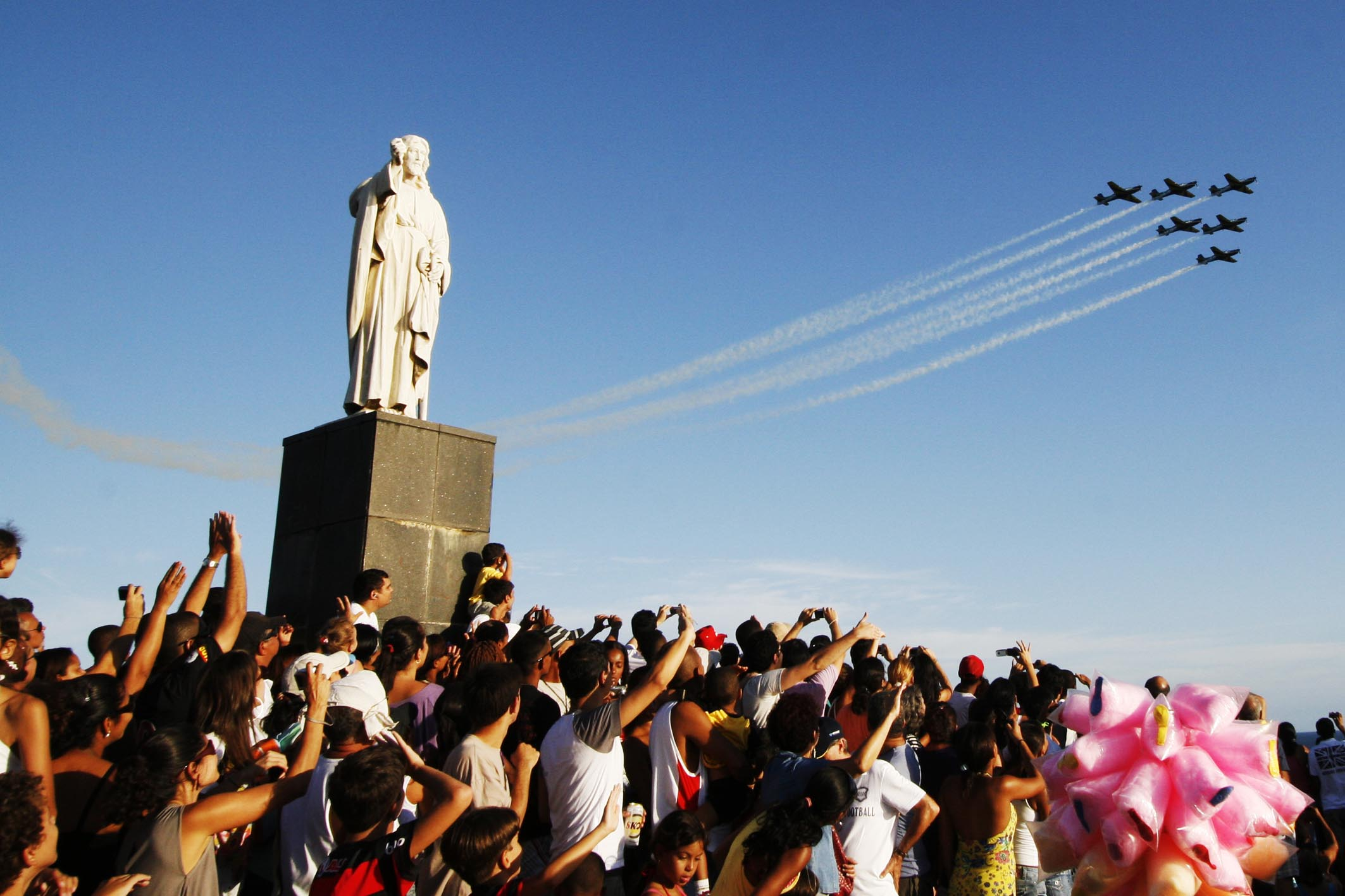
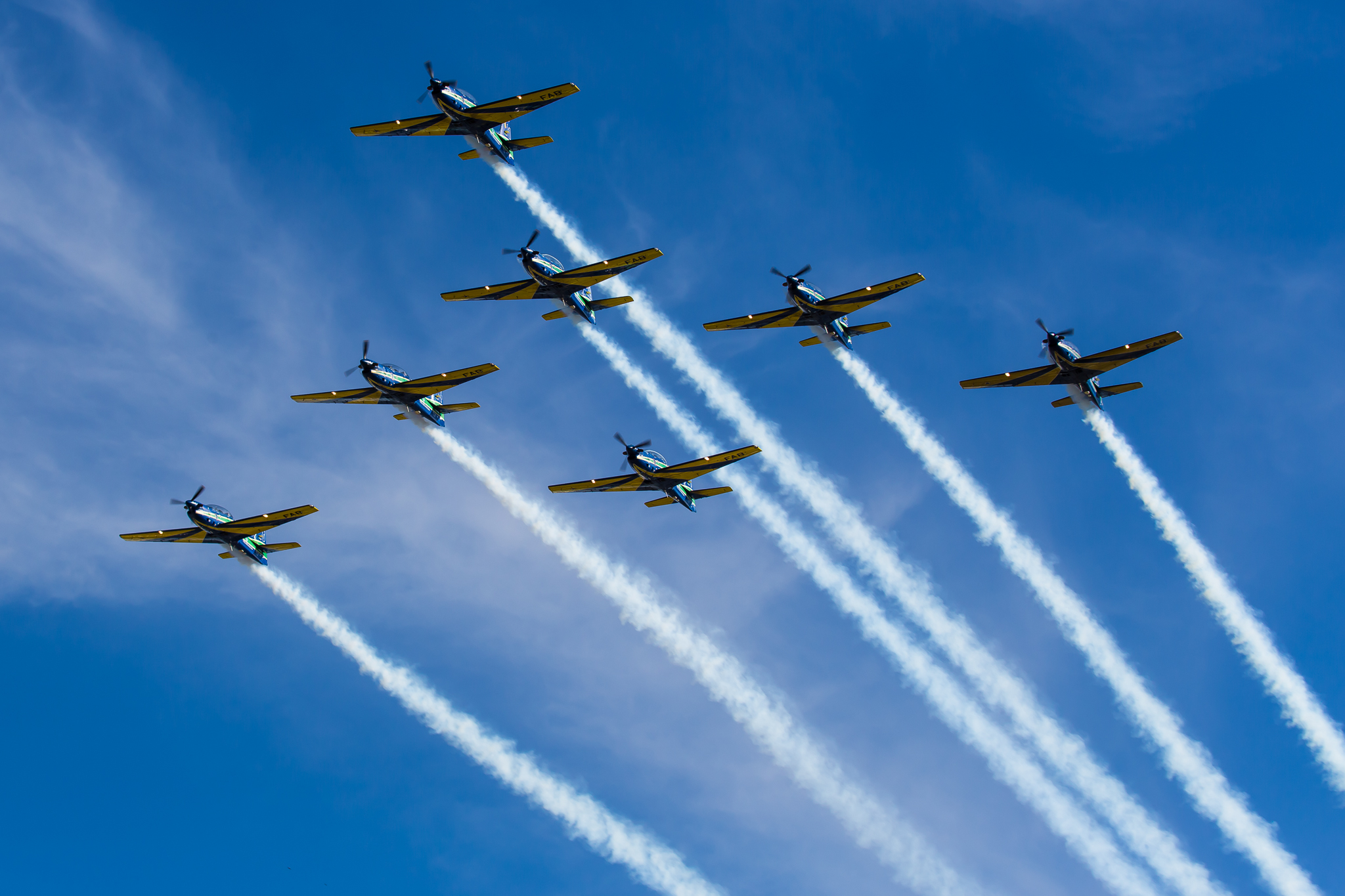